# Pirita Näkkäläjärvi
Pirita Susanna Näkkäläjärvi (Iskku-Máhte Biret, 
Čiskke-Ánne-Máreha Biret), född 13 februari 1978 i Enare, är en samisk-finländsk civilekonom och mediavetare. 
Pirita Näkkäläjärvi utbildade sig till ekonom på Helsingfors universitet med examen 2005 och tog 2017 magisterexamen i media och kommunikation på London School of Economics i Storbritannien. Magisteruppsatsen i London handlade om samisk yttrandefrihet i Finland. Hon har arbetat för bland andra Merrill Lynch, Price Waterhouse Coopers, Nokia, Booz & Company och Metso.
Åren 2012-2016 var hon chef för Yle Sápmi.
Hon valdes 2011 in i det 21 personer stora Sametinget i Finland, men avgick i och med chefskapet på Yle-Sámi 2012. Hon blev 2020 invald igen och tillträdde i januari 2024 posten som ordförande för Sametinget. Efter det av Högsta förvaltningsdomstolen påkallade omvalet i juli 2024 för perioden 2024-2027 omvaldes hon till ordförande i september 2024.